# Baniana bifida
Baniana bifida là một loài bướm đêm trong họ Erebidae.